# Fla-Flu
Fla-Flu è il nome dato comunemente all'incontro di calcio tra Flamengo e Fluminense. Solitamente la partita si tiene allo stadio Maracanã di Rio de Janeiro; proprio in questa sede si è registrato il record di pubblico per un incontro di calcio, quando nel 1963 194.603 (177.020 i paganti) persone assistettero allo 0-0 tra queste due squadre. Il nome Fla-Flu fu ideato dal giornalista Mário Filho.

## Storia
La rivalità tra queste due società ebbe inizio nell'ottobre 1911 quando un gruppo di giocatori del Fluminense, insoddisfatti, lasciò il club per trasferirsi al Flamengo, che a quell'epoca non era dotato di una sezione calcistica. Il primo Fla-Flu della storia ebbe luogo il 7 luglio 1912 all'Estádio das Laranjeiras; il Fluminense ebbe la meglio per tre reti a due — il gol decisivo fu di Bartho — davanti a un pubblico di ottocento persone.
Il 23 novembre 1941 Flamengo e Fluminense si disputarono il Campionato Carioca nell'incontro finale di tale competizione, che si tenne all'Estádio da Gávea con un pubblico di 15.312 persone, e terminò 2-2; fu il Fluminense di Ondino Viera ad aggiudicarsi il titolo. La prima finale statale svoltasi al Maracanã tra queste due compagini risale però a ventidue anni dopo — la già citata partita del record —, e in quel caso il pareggio a reti bianche garantì la vittoria al Flamengo, sulla cui panchina sedeva Flávio Costa.
Nel 1991 le due squadre si scontrarono nuovamente per la conquista del titolo statale; la partita d'andata, disputatasi il 13 dicembre terminò in pareggio, mentre il ritorno — tenutosi sei giorni dopo — vide il Flamengo sconfiggere l'avversario per 4-2 con i gol di Uidemar, Gaúcho, Zinho e Júnior, a cui aveva risposto il solo Ézio con una doppietta. Nella storia del Campionato Carioca il Fluminense ha battuto il Flamengo nella conquista del titolo nelle stagioni 1919, 1936, 1941, 1969, 1973, 1983, 1984 e 1995. mentre il contrario è avvenuto nelle annate 1963, 1972 e 1991.
Tra le partite più celebri si annovera quella giocata il 25 giugno 1995 al Maracanã, valevole per la fase finale del campionato statale di quell'anno. Durante detto incontro il giocatore del Fluminense Renato Gaúcho segnò la rete decisiva con lo stomaco, dando così la vittoria al suo club per 3-2, nonché il titolo statale con un solo punto di vantaggio sulla formazione rivale.

## Record di spettatori per il Fla-Flu[11]
1. Flamengo - Fluminense 0-0, 194.603 (177.656 paganti.), 12 dicembre 1963
2. Flamengo - Fluminense 2-3, 171.599, 15 giugno 1969
3. Flamengo - Fluminense 0-0, 155.116, 16 maggio 1976
4. Flamengo - Fluminense 0-1, 153.520, 16 dicembre 1984
5. Flamengo - Fluminense 0-2, 138.599, 2 agosto 1970
6. Flamengo - Fluminense 1-1, 138.557, 22 aprile 1979
7. Flamengo - Fluminense 5-2, 137.002, 23 aprile 1972
8. Flamengo - Fluminense 2-1, 136.829, 7 settembre 1972
9. Flamengo - Fluminense 3-3, 136.606, 18 ottobre 1964
10. Flamengo - Fluminense 1-0, 124.432, 23 settembre 1979

## Statistiche
Dati aggiornati al 1 ottobre 2022
|                      | Gare | Vittorie Flamengo | Pareggi | Vittorie Fluminense | Gol Flamengo | Gol Fluminense |
| -------------------- | ---- | ----------------- | ------- | ------------------- | ------------ | -------------- |
| Serie A              | 66   | 25                | 17      | 24                  | 86           | 77             |
| Campionato Carioca   | 266  | 96                | 87      | 83                  | 394          | 365            |
| Coppa del Brasile    | 2    | 1                 | 1       | 0                   | 2            | 0              |
| Torneo Rio-San Paolo | 22   | 8                 | 6       | 8                   | 28           | 26             |
| Coppa Sudamericana   | 4    | 1                 | 3       | 0                   | 5            | 4              |
| Altre partite        | 76   | 28                | 25      | 23                  | 124          | 114            |
| Totale               | 436  | 158               | 137     | 135                 | 639          | 586            |

## Risultati
| Nº  | Data         | Stadio                         | Competizione                                       | Squadra in casa | Risultato       | Squadra in trasferta |
| --- | ------------ | ------------------------------ | -------------------------------------------------- | --------------- | --------------- | -------------------- |
| 1   | 07 lug. 1912 | Campo da Rua Guanabara         | Campeonato Carioca                                 | Fluminense      | 3 – 2           | Flamengo             |
| 2   | 27 ott. 1912 | Campo da Rua Guanabara         | Campeonato Carioca                                 | Flamengo        | 4 – 0           | Fluminense           |
| 3   | 03 ago. 1913 | Campo da Rua General Severiano | Campeonato Carioca                                 | Flamengo        | 6 – 3           | Fluminense           |
| 4   | 09 nov. 1913 | Campo da Rua Guanabara         | Campeonato Carioca                                 | Fluminense      | 0 – 3           | Flamengo             |
| 5   | 11 giu. 1914 | Campo da Rua Guanabara         | Amistoso                                           | Fluminense      | 0 – 2           | Flamengo             |
| 6   | 26 lug. 1914 | Campo da Rua Guanabara         | Campeonato Carioca                                 | Fluminense      | 2 – 3           | Flamengo             |
| 7   | 15 nov. 1914 | Campo da Rua General Severiano | Campeonato Carioca                                 | Flamengo        | 2 – 1           | Fluminense           |
| 8   | 09 mag. 1915 | Campo da Rua Guanabara         | Campeonato Carioca                                 | Fluminense      | 0 – 5           | Flamengo             |
| 9   | 22 ago. 1915 | Campo da Rua General Severiano | Campeonato Carioca                                 | Flamengo        | 1 – 1           | Fluminense           |
| 10  | 13 mag. 1916 | Rua Paysandu                   | Campeonato Carioca                                 | Flamengo        | 4 – 1           | Fluminense           |
| 11  | 30 lug. 1916 | Rua Paysandu                   | Amistoso                                           | Flamengo        | 2 – 2           | Fluminense           |
| 12  | 15 ago. 1916 | Campo da Rua Guanabara         | Amistoso                                           | Fluminense      | 0 – 0           | Flamengo             |
| 13  | 08 dic. 1916 | Campo da Rua General Severiano | Campeonato Carioca                                 | Fluminense      | 3 – 1           | Flamengo             |
| 14  | 27 mag. 1917 | Campo da Rua Guanabara         | Campeonato Carioca                                 | Fluminense      | 2 – 0           | Flamengo             |
| 15  | 15 nov. 1917 | Rua Paysandu                   | Amistoso                                           | Flamengo        | 3 – 3           | Fluminense           |
| 16  | 23 dic. 1917 | Rua Paysandu                   | Campeonato Carioca                                 | Flamengo        | 2 – 2           | Fluminense           |
| 17  | 23 giu. 1918 | Rua Paysandu                   | Campeonato Carioca                                 | Flamengo        | 0 – 3           | Fluminense           |
| 18  | 06 ott. 1918 | Campo da Rua General Severiano | Campeonato Carioca                                 | Fluminense      | 2 – 2           | Flamengo             |
| 19  | 24 ago. 1919 | Rua Paysandu                   | Campeonato Carioca                                 | Flamengo        | 1 – 3           | Fluminense           |
| 20  | 21 dic. 1919 | Laranjeiras                    | Campeonato Carioca                                 | Fluminense      | 4 – 0           | Flamengo             |
| 21  | 23 mag. 1920 | Rua Paysandu                   | Campeonato Carioca                                 | Flamengo        | 2 – 1           | Fluminense           |
| 22  | 19 dic. 1920 | Laranjeiras                    | Campeonato Carioca                                 | Fluminense      | 2 – 2           | Flamengo             |
| 23  | 29 mag. 1921 | Laranjeiras                    | Campeonato Carioca                                 | Fluminense      | 3 – 4           | Flamengo             |
| 24  | 07 ago. 1921 | Rua Paysandu                   | Campeonato Carioca                                 | Flamengo        | 1 – 1           | Fluminense           |
| 25  | 13 mag. 1922 | Rua Paysandu                   | Campeonato Carioca                                 | Flamengo        | 0 – 1           | Fluminense           |
| 26  | 25 giu. 1922 | Campo da Rua General Severiano | Campeonato Carioca                                 | Fluminense      | 1 – 1           | Flamengo             |
| 27  | 13 mag. 1923 | Rua Paysandu                   | Campeonato Carioca                                 | Flamengo        | 1 – 1           | Fluminense           |
| 28  | 14 lug. 1923 | Laranjeiras                    | Campeonato Carioca                                 | Fluminense      | 2 – 2           | Flamengo             |
| 29  | 15 giu. 1924 | Rua Paysandu                   | Campeonato Carioca                                 | Flamengo        | 1 – 1           | Fluminense           |
| 30  | 20 set. 1924 | Laranjeiras                    | Campeonato Carioca                                 | Fluminense      | 2 – 4           | Flamengo             |
| 31  | 14 giu. 1925 | Laranjeiras                    | Campeonato Carioca                                 | Fluminense      | 3 – 1           | Flamengo             |
| 32  | 08 nov. 1925 | Rua Paysandu                   | Campeonato Carioca                                 | Flamengo        | 1 – 1           | Fluminense           |
| 33  | 20 giu. 1926 | Rua Paysandu                   | Campeonato Carioca                                 | Flamengo        | 1 – 1           | Fluminense           |
| 34  | 19 set. 1926 | Laranjeiras                    | Campeonato Carioca                                 | Fluminense      | 0 – 2           | Flamengo             |
| 35  | 12 giu. 1927 | Laranjeiras                    | Campeonato Carioca                                 | Fluminense      | 0 – 1           | Flamengo             |
| 36  | 21 ago. 1927 | Rua Paysandu                   | Campeonato Carioca                                 | Flamengo        | 1 – 1           | Fluminense           |
| 37  | 27 mag. 1928 | Rua Paysandu                   | Campeonato Carioca                                 | Flamengo        | 1 – 4           | Fluminense           |
| 38  | 23 set. 1928 | Laranjeiras                    | Campeonato Carioca                                 | Fluminense      | 2 – 3           | Flamengo             |
| 39  | 09 giu. 1929 | Laranjeiras                    | Campeonato Carioca                                 | Fluminense      | 1 – 0           | Flamengo             |
| 40  | 06 ott. 1929 | Rua Paysandu                   | Campeonato Carioca                                 | Flamengo        | 0 – 1           | Fluminense           |
| 41  | 01 giu. 1930 | Rua Paysandu                   | Campeonato Carioca                                 | Flamengo        | 0 – 1           | Fluminense           |
| 42  | 01 ago. 1930 | Laranjeiras                    | Amistoso                                           | Fluminense      | 2 – 4           | Flamengo             |
| 43  | 23 nov. 1930 | Laranjeiras                    | Campeonato Carioca                                 | Fluminense      | 2 – 0           | Flamengo             |
| 44  | 27 set. 1931 | Laranjeiras                    | Campeonato Carioca                                 | Fluminense      | 2 – 1           | Flamengo             |
| 45  | 20 dic. 1931 | Rua Paysandu                   | Campeonato Carioca                                 | Flamengo        | 1 – 0           | Fluminense           |
| 46  | 03 lug. 1932 | Rua Paysandu                   | Campeonato Carioca                                 | Flamengo        | 4 – 0           | Fluminense           |
| 47  | 02 ott. 1932 | Laranjeiras                    | Campeonato Carioca                                 | Fluminense      | 1 – 1           | Flamengo             |
| 48  | 01 giu. 1933 | Laranjeiras                    | Amistoso                                           | Fluminense      | 1 – 2           | Flamengo             |
| 49  | 10 giu. 1933 | Laranjeiras                    | Campeonato Carioca                                 | Fluminense      | 1 – 3           | Flamengo             |
| 50  | 17 set. 1933 | Laranjeiras                    | Campeonato Carioca                                 | Fluminense      | 2 – 0           | Flamengo             |
| 51  | 08 apr. 1934 | Laranjeiras                    | Campeonato Carioca                                 | Fluminense      | 1 – 3           | Flamengo             |
| 52  | 10 giu. 1934 | Laranjeiras                    | Campeonato Carioca                                 | Flamengo        | 2 – 2           | Fluminense           |
| 53  | 13 giu. 1934 | Laranjeiras                    | Amistoso                                           | Fluminense      | 3 – 2           | Flamengo             |
| 54  | 26 ago. 1934 | Laranjeiras                    | Amistoso                                           | Fluminense      | 2 – 0           | Flamengo             |
| 55  | 23 set. 1934 | Laranjeiras                    | Torneio Extra                                      | Fluminense      | 0 – 2           | Flamengo             |
| 56  | 21 ott. 1934 | Laranjeiras                    | Torneio Extra                                      | Flamengo        | 2 – 1           | Fluminense           |
| 57  | 10 feb. 1935 | Campos Sales                   | Torneio Extra                                      | Flamengo        | 2 – 1           | Fluminense           |
| 58  | 23 giu. 1935 | Laranjeiras                    | Torneio Aberto                                     | Flamengo        | 0 – 0           | Fluminense           |
| 59  | 21 lug. 1935 | Laranjeiras                    | Campeonato Carioca                                 | Fluminense      | 2 – 2           | Flamengo             |
| 60  | 01 set. 1935 | Laranjeiras                    | Campeonato Carioca                                 | Flamengo        | 1 – 3           | Fluminense           |
| 61  | 13 ott. 1935 | Campos Sales                   | Campeonato Carioca                                 | Flamengo        | 1 – 2           | Fluminense           |
| 62  | 15 nov. 1935 | Laranjeiras                    | Taças Fla-Flu e Arnaldo Guinle                     | Fluminense      | 2 – 1           | Flamengo             |
| 63  | 21 mag. 1936 | Laranjeiras                    | Amistoso                                           | Fluminense      | 2 – 2           | Flamengo             |
| 64  | 16 ago. 1936 | Laranjeiras                    | Torneio Aberto                                     | Fluminense      | 2 – 2           | Flamengo             |
| 65  | 13 set. 1936 | Laranjeiras                    | Torneio Aberto                                     | Fluminense      | 1 – 1           | Flamengo             |
| 66  | 20 set. 1936 | Laranjeiras                    | Torneio Aberto                                     | Fluminense      | 0 – 1           | Flamengo             |
| 67  | 11 ott. 1936 | Laranjeiras                    | Campeonato Carioca                                 | Flamengo        | 2 – 0           | Fluminense           |
| 68  | 28 ott. 1936 | Laranjeiras                    | Campeonato Carioca                                 | Fluminense      | 2 – 1           | Flamengo             |
| 69  | 22 nov. 1936 | Laranjeiras                    | Campeonato Carioca                                 | Fluminense      | 1 – 1           | Flamengo             |
| 70  | 20 dic. 1936 | Laranjeiras                    | Campeonato Carioca                                 | Fluminense      | 2 – 2           | Flamengo             |
| 71  | 23 dic. 1936 | Laranjeiras                    | Campeonato Carioca                                 | Fluminense      | 4 – 1           | Flamengo             |
| 72  | 27 dic. 1936 | Laranjeiras                    | Campeonato Carioca                                 | Fluminense      | 1 – 1           | Flamengo             |
| 73  | 27 giu. 1937 | Laranjeiras                    | Amistoso                                           | Fluminense      | 4 – 3           | Flamengo             |
| 74  | 27 lug. 1937 | Laranjeiras                    | Torneio Aberto                                     | Fluminense      | 4 – 1           | Flamengo             |
| 75  | 27 nov. 1937 | Laranjeiras                    | Campeonato Carioca                                 | Fluminense      | 1 – 0           | Flamengo             |
| 76  | 26 gen. 1938 | Laranjeiras                    | Campeonato Carioca                                 | Flamengo        | 1 – 1           | Fluminense           |
| 77  | 08 mag. 1938 | Laranjeiras                    | Torneio Municipal                                  | Fluminense      | 1 – 0           | Flamengo             |
| 78  | 10 lug. 1938 | Laranjeiras                    | Torneio Municipal                                  | Flamengo        | 0 – 3           | Fluminense           |
| 79  | 11 set. 1938 | Gávea                          | Campeonato Carioca                                 | Flamengo        | 0 – 2           | Fluminense           |
| 80  | 20 nov. 1938 | Laranjeiras                    | Campeonato Carioca                                 | Fluminense      | 2 – 5           | Flamengo             |
| 81  | 14 mag. 1939 | Laranjeiras                    | Campeonato Carioca                                 | Fluminense      | 2 – 2           | Flamengo             |
| 82  | 05 ago. 1939 | São Januário                   | Campeonato Carioca                                 | Flamengo        | 2 – 1           | Fluminense           |
| 83  | 04 nov. 1939 | São Januário                   | Campeonato Carioca                                 | Flamengo        | 2 – 1           | Fluminense           |
| 84  | 02 giu. 1940 | São Januário                   | Campeonato Carioca                                 | Fluminense      | 1 – 2           | Flamengo             |
| 85  | 03 ago. 1940 | Laranjeiras                    | Campeonato Carioca                                 | Fluminense      | 2 – 1           | Flamengo             |
| 86  | 30 ott. 1940 | Gávea                          | Campeonato Carioca                                 | Flamengo        | 2 – 1           | Fluminense           |
| 87  | 25 gen. 1941 | Campos Sales                   | Amistoso                                           | Fluminense      | 3 – 2           | Flamengo             |
| 88  | 20 apr. 1941 | Laranjeiras                    | Amistoso                                           | Fluminense      | 1 – 1           | Flamengo             |
| 89  | 25 mag. 1941 | Laranjeiras                    | Campeonato Carioca                                 | Fluminense      | 1 – 3           | Flamengo             |
| 90  | 27 lug. 1941 | Gávea                          | Campeonato Carioca                                 | Flamengo        | 4 – 1           | Fluminense           |
| 91  | 19 ott. 1941 | Laranjeiras                    | Campeonato Carioca                                 | Fluminense      | 4 – 2           | Flamengo             |
| 92  | 23 nov. 1941 | Gávea                          | Campeonato Carioca                                 | Flamengo        | 2 – 2           | Fluminense           |
| 93  | 12 mar. 1942 | Pacaembu                       | Torneio Quinela de Ouro                            | Flamengo        | 0 – 0           | Fluminense           |
| 94  | 07 giu. 1942 | São Januário                   | Campeonato Carioca                                 | Flamengo        | 1 – 2           | Fluminense           |
| 95  | 09 ago. 1942 | Gávea                          | Campeonato Carioca                                 | Flamengo        | 1 – 0           | Fluminense           |
| 96  | 11 ott. 1942 | Laranjeiras                    | Campeonato Carioca                                 | Fluminense      | 1 – 1           | Flamengo             |
| 97  | 15 nov. 1942 | Laranjeiras                    | Amistoso                                           | Fluminense      | 1 – 1           | Flamengo             |
| 98  | 24 mar. 1943 | São Januário                   | Torneio Relâmpago                                  | Fluminense      | 5 – 1           | Flamengo             |
| 99  | 04 apr. 1943 | Laranjeiras                    | Amistoso                                           | Fluminense      | 0 – 1           | Flamengo             |
| 100 | 08 mag. 1943 | São Januário                   | Torneio Municipal                                  | Fluminense      | 3 – 1           | Flamengo             |
| 101 | 11 lug. 1943 | Laranjeiras                    | Campeonato Carioca                                 | Fluminense      | 0 – 2           | Flamengo             |
| 102 | 12 set. 1943 | Gávea                          | Campeonato Carioca                                 | Flamengo        | 2 – 2           | Fluminense           |
| 103 | 12 mar. 1944 | General Severiano              | Torneio Relâmpago                                  | Flamengo        | 3 – 1           | Fluminense           |
| 104 | 17 giu. 1944 | São Januário                   | Torneio Municipal                                  | Fluminense      | 1 – 0           | Flamengo             |
| 105 | 19 ago. 1944 | Laranjeiras                    | Campeonato Carioca                                 | Fluminense      | 0 – 0           | Flamengo             |
| 106 | 22 ott. 1944 | Gávea                          | Campeonato Carioca                                 | Flamengo        | 6 – 1           | Fluminense           |
| 107 | 11 apr. 1945 | São Januário                   | Torneio Relâmpago                                  | Fluminense      | 4 – 0           | Flamengo             |
| 108 | 10 giu. 1945 | São Januário                   | Torneio Municipal                                  | Flamengo        | 7 – 0           | Fluminense           |
| 109 | 09 set. 1945 | Gávea                          | Campeonato Carioca                                 | Flamengo        | 2 – 1           | Fluminense           |
| 110 | 10 nov. 1945 | Laranjeiras                    | Campeonato Carioca                                 | Fluminense      | 1 – 1           | Flamengo             |
| 111 | 17 mar. 1946 | São Januário                   | Torneio Relâmpago                                  | Flamengo        | 2 – 3           | Fluminense           |
| 112 | 15 giu. 1946 | São Januário                   | Torneio Municipal                                  | Fluminense      | 3 – 1           | Flamengo             |
| 113 | 01 set. 1946 | Laranjeiras                    | Campeonato Carioca                                 | Fluminense      | 2 – 5           | Flamengo             |
| 114 | 10 nov. 1946 | Gávea                          | Campeonato Carioca                                 | Flamengo        | 2 – 5           | Fluminense           |
| 115 | 16 nov. 1946 | São Januário                   | Campeonato Carioca                                 | Fluminense      | 1 – 1           | Flamengo             |
| 116 | 07 dic. 1946 | São Januário                   | Campeonato Carioca                                 | Fluminense      | 4 – 1           | Flamengo             |
| 117 | 01 giu. 1947 | General Severiano              | Torneio Municipal                                  | Flamengo        | 2 – 1           | Fluminense           |
| 118 | 13 lug. 1947 | Ilha do Retiro                 | Amistoso                                           | Flamengo        | 1 – 1           | Fluminense           |
| 119 | 21 set. 1947 | Laranjeiras                    | Campeonato Carioca                                 | Fluminense      | 3 – 3           | Flamengo             |
| 120 | 06 dic. 1947 | Gávea                          | Campeonato Carioca                                 | Flamengo        | 1 – 1           | Fluminense           |
| 121 | 23 mag. 1948 | São Januário                   | Torneio Municipal                                  | Fluminense      | 1 – 1           | Flamengo             |
| 122 | 29 ago. 1948 | Laranjeiras                    | Campeonato Carioca                                 | Fluminense      | 1 – 1           | Flamengo             |
| 123 | 21 nov. 1948 | Gávea                          | Campeonato Carioca                                 | Flamengo        | 2 – 1           | Fluminense           |
| 124 | 06 gen. 1949 | Presidente Vargas              | Taça Pref. Acrisio Moreira da Rocha                | Flamengo        | 2 – 5           | Fluminense           |
| 125 | 08 gen. 1949 | Campo da Graça                 | Amistoso                                           | Flamengo        | 5 – 0           | Fluminense           |
| 126 | 18 mag. 1949 | Laranjeiras                    | Amistoso                                           | Fluminense      | 0 – 3           | Flamengo             |
| 127 | 05 giu. 1949 | Estádio da Montanha            | Amistoso                                           | Flamengo        | 1 – 1           | Fluminense           |
| 128 | 11 set. 1949 | Laranjeiras                    | Campeonato Carioca                                 | Fluminense      | 2 – 1           | Flamengo             |
| 129 | 04 dic. 1949 | Gávea                          | Campeonato Carioca                                 | Flamengo        | 1 – 1           | Fluminense           |
| 130 | 24 gen. 1950 | São Januário                   | Torneio Rio-São Paulo                              | Flamengo        | 2 – 1           | Fluminense           |
| 131 | 22 ott. 1950 | Maracanã                       | Campeonato Carioca                                 | Flamengo        | 1 – 2           | Fluminense           |
| 132 | 13 gen. 1951 | Maracanã                       | Campeonato Carioca                                 | Flamengo        | 5 – 2           | Fluminense           |
| 133 | 26 mag. 1951 | São Januário                   | Torneio Municipal                                  | Fluminense      | 2 – 1           | Flamengo             |
| 134 | 14 ott. 1951 | Maracanã                       | Campeonato Carioca                                 | Flamengo        | 0 – 1           | Fluminense           |
| 135 | 25 nov. 1951 | Maracanã                       | Campeonato Carioca                                 | Fluminense      | 1 – 0           | Flamengo             |
| 136 | 19 mar. 1952 | Maracanã                       | Torneio Rio-São Paulo                              | Flamengo        | 2 – 3           | Fluminense           |
| 137 | 05 ott. 1952 | Maracanã                       | Campeonato Carioca                                 | Fluminense      | 0 – 3           | Flamengo             |
| 138 | 20 gen. 1953 | Maracanã                       | Campeonato Carioca                                 | Flamengo        | 3 – 1           | Fluminense           |
| 139 | 17 mag. 1953 | Maracanã                       | Torneio Rio-São Paulo                              | Fluminense      | 1 – 1           | Flamengo             |
| 140 | 16 ago. 1953 | Maracanã                       | Campeonato Carioca                                 | Fluminense      | 3 – 2           | Flamengo             |
| 141 | 06 dic. 1953 | Maracanã                       | Campeonato Carioca                                 | Flamengo        | 2 – 1           | Fluminense           |
| 142 | 22 dic. 1953 | Maracanã                       | Campeonato Carioca                                 | Flamengo        | 2 – 1           | Fluminense           |
| 143 | 23 giu. 1954 | Maracanã                       | Torneio Rio-São Paulo                              | Fluminense      | 1 – 0           | Flamengo             |
| 144 | 01 ago. 1954 | Maracanã                       | Torneio Triangular Internacional do Rio de Janeiro | Flamengo        | 5 – 2           | Fluminense           |
| 145 | 24 ott. 1954 | Maracanã                       | Campeonato Carioca                                 | Fluminense      | 0 – 0           | Flamengo             |
| 146 | 19 dic. 1954 | Maracanã                       | Campeonato Carioca                                 | Flamengo        | 0 – 3           | Fluminense           |
| 147 | 30 gen. 1955 | Maracanã                       | Campeonato Carioca                                 | Fluminense      | 3 – 3           | Flamengo             |
| 148 | 14 apr. 1955 | Maracanã                       | Torneio Rio-São Paulo                              | Flamengo        | 1 – 3           | Fluminense           |
| 149 | 11 set. 1955 | Maracanã                       | Campeonato Carioca                                 | Flamengo        | 1 – 2           | Fluminense           |
| 150 | 18 dic. 1955 | Maracanã                       | Campeonato Carioca                                 | Fluminense      | 1 – 6           | Flamengo             |
| 151 | 29 feb. 1956 | Maracanã                       | Campeonato Carioca                                 | Fluminense      | 3 – 2           | Flamengo             |
| 152 | 16 set. 1956 | Maracanã                       | Campeonato Carioca                                 | Fluminense      | 0 – 1           | Flamengo             |
| 153 | 09 dic. 1956 | Maracanã                       | Campeonato Carioca                                 | Flamengo        | 1 – 0           | Fluminense           |
| 154 | 01 mag. 1957 | São Januário                   | Taça Brasília                                      | Flamengo        | 4 – 1           | Fluminense           |
| 155 | 16 mag. 1957 | Maracanã                       | Torneio Rio-São Paulo                              | Flamengo        | 1 – 2           | Fluminense           |
| 156 | 08 set. 1957 | Maracanã                       | Campeonato Carioca                                 | Flamengo        | 1 – 3           | Fluminense           |
| 157 | 08 dic. 1957 | Maracanã                       | Campeonato Carioca                                 | Fluminense      | 2 – 1           | Flamengo             |
| 158 | 27 mar. 1958 | Maracanã                       | Torneio Rio-São Paulo                              | Fluminense      | 0 – 1           | Flamengo             |
| 159 | 27 set. 1958 | Maracanã                       | Campeonato Carioca                                 | Flamengo        | 2 – 1           | Fluminense           |
| 160 | 03 nov. 1958 | Maracanã                       | Campeonato Carioca                                 | Fluminense      | 3 – 1           | Flamengo             |
| 161 | 23 apr. 1959 | Maracanã                       | Torneio Rio-São Paulo                              | Flamengo        | 2 – 0           | Fluminense           |
| 162 | 23 ago. 1959 | Maracanã                       | Campeonato Carioca                                 | Flamengo        | 0 – 0           | Fluminense           |
| 163 | 22 nov. 1959 | Maracanã                       | Campeonato Carioca                                 | Fluminense      | 2 – 0           | Flamengo             |
| 164 | 06 apr. 1960 | Maracanã                       | Torneio Rio-São Paulo                              | Fluminense      | 1 – 2           | Flamengo             |
| 165 | 11 set. 1960 | Maracanã                       | Campeonato Carioca                                 | Flamengo        | 1 – 1           | Fluminense           |
| 166 | 20 nov. 1960 | Maracanã                       | Campeonato Carioca                                 | Fluminense      | 1 – 3           | Flamengo             |
| 167 | 16 mar. 1961 | Maracanã                       | Torneio Rio-São Paulo                              | Flamengo        | 0 – 2           | Fluminense           |
| 168 | 20 ago. 1961 | Maracanã                       | Campeonato Carioca                                 | Fluminense      | 4 – 3           | Flamengo             |
| 169 | 01 ott. 1961 | São Januário                   | Campeonato Carioca                                 | Flamengo        | 0 – 0           | Fluminense           |
| 170 | 02 dic. 1961 | Maracanã                       | Campeonato Carioca                                 | Fluminense      | 1 – 4           | Flamengo             |
| 171 | 15 feb. 1962 | Maracanã                       | Torneio Rio-São Paulo                              | Fluminense      | 0 – 1           | Flamengo             |
| 172 | 29 lug. 1962 | Maracanã                       | Campeonato Carioca                                 | Flamengo        | 1 – 0           | Fluminense           |
| 173 | 28 ott. 1962 | Maracanã                       | Campeonato Carioca                                 | Fluminense      | 0 – 1           | Flamengo             |
| 174 | 14 mar. 1963 | Maracanã                       | Torneio Rio-São Paulo                              | Flamengo        | 2 – 0           | Fluminense           |
| 175 | 22 set. 1963 | Maracanã                       | Campeonato Carioca                                 | Fluminense      | 0 – 0           | Flamengo             |
| 176 | 15 dic. 1963 | Maracanã                       | Campeonato Carioca                                 | Flamengo        | 0 – 0           | Fluminense           |
| 177 | 22 apr. 1964 | Maracanã                       | Torneio Rio-São Paulo                              | Fluminense      | 1 – 1           | Flamengo             |
| 178 | 02 ago. 1964 | Maracanã                       | Campeonato Carioca                                 | Fluminense      | 1 – 0           | Flamengo             |
| 179 | 18 ott. 1964 | Maracanã                       | Campeonato Carioca                                 | Flamengo        | 3 – 3           | Fluminense           |
| 180 | 17 mar. 1965 | Maracanã                       | Torneio Rio-São Paulo                              | Flamengo        | 1 – 0           | Fluminense           |
| 181 | 28 apr. 1965 | Maracanã                       | Torneio Rio-São Paulo                              | Fluminense      | 0 – 0           | Flamengo             |
| 182 | 08 ago. 1965 | Maracanã                       | Taça Guanabara                                     | Flamengo        | 0 – 0           | Fluminense           |
| 183 | 01 set. 1965 | Laranjeiras                    | Taça Guanabara                                     | Fluminense      | 2 – 2           | Flamengo             |
| 184 | 24 ott. 1965 | Maracanã                       | Campeonato Carioca                                 | Fluminense      | 0 – 0           | Flamengo             |
| 185 | 12 dic. 1965 | Maracanã                       | Campeonato Carioca                                 | Flamengo        | 2 – 1           | Fluminense           |
| 186 | 20 mar. 1966 | Maracanã                       | Torneio Rio-São Paulo                              | Fluminense      | 1 – 4           | Flamengo             |
| 187 | 11 giu. 1966 | Pedro Ludovico                 | Amistoso                                           | Flamengo        | 3 – 2           | Fluminense           |
| 188 | 28 ago. 1966 | Maracanã                       | Taça Guanabara                                     | Flamengo        | 2 – 2           | Fluminense           |
| 189 | 07 set. 1966 | Maracanã                       | Taça Guanabara/Taça Independência                  | Fluminense      | 3 – 1           | Flamengo             |
| 190 | 23 ott. 1966 | Maracanã                       | Campeonato Carioca                                 | Fluminense      | 0 – 2           | Flamengo             |
| 191 | 27 nov. 1966 | Maracanã                       | Campeonato Carioca                                 | Flamengo        | 1 – 1           | Fluminense           |
| 192 | 13 mag. 1967 | Maracanã                       | Torneio Roberto Gomes Pedrosa                      | Flamengo        | 1 – 1           | Fluminense           |
| 193 | 04 ago. 1967 | Maracanã                       | Taça Guanabara                                     | Fluminense      | 1 – 2           | Flamengo             |
| 194 | 29 ott. 1967 | Maracanã                       | Campeonato Carioca                                 | Flamengo        | 3 – 1           | Fluminense           |
| 195 | 16 dic. 1967 | Maracanã                       | Campeonato Carioca                                 | Fluminense      | 1 – 4           | Flamengo             |
| 196 | 20 apr. 1968 | Maracanã                       | Campeonato Carioca                                 | Flamengo        | 4 – 2           | Fluminense           |
| 197 | 05 mag. 1968 | Maracanã                       | Campeonato Carioca                                 | Fluminense      | 0 – 1           | Flamengo             |
| 198 | 11 ago. 1968 | Maracanã                       | Taça Guanabara                                     | Flamengo        | 2 – 1           | Fluminense           |
| 199 | 13 ott. 1968 | Maracanã                       | Torneio Roberto Gomes Pedrosa                      | Fluminense      | 1 – 0           | Flamengo             |
| 200 | 01 mag. 1969 | Maracanã                       | Campeonato Carioca                                 | Fluminense      | 0 – 0           | Flamengo             |
| 201 | 15 giu. 1969 | Maracanã                       | Campeonato Carioca                                 | Fluminense      | 3 – 2           | Flamengo             |
| 202 | 27 lug. 1969 | Maracanã                       | Taça Guanabara                                     | Flamengo        | 2 – 1           | Fluminense           |
| 203 | 10 ago. 1969 | Maracanã                       | Taça Guanabara                                     | Fluminense      | 0 – 0           | Flamengo             |
| 204 | 28 set. 1969 | Maracanã                       | Torneio Roberto Gomes Pedrosa                      | Flamengo        | 1 – 4           | Fluminense           |
| 205 | 19 apr. 1970 | Maracanã                       | Taça Guanabara                                     | Fluminense      | 0 – 1           | Flamengo             |
| 206 | 31 mag. 1970 | Maracanã                       | Taça Guanabara                                     | Flamengo        | 1 – 1           | Fluminense           |
| 207 | 02 ago. 1970 | Maracanã                       | Campeonato Carioca                                 | Fluminense      | 2 – 0           | Flamengo             |
| 208 | 06 set. 1970 | Maracanã                       | Campeonato Carioca                                 | Flamengo        | 0 – 2           | Fluminense           |
| 209 | 22 nov. 1970 | Maracanã                       | Torneio Roberto Gomes Pedrosa                      | Fluminense      | 1 – 1           | Flamengo             |
| 210 | 04 apr. 1971 | Maracanã                       | Campeonato Carioca                                 | Flamengo        | 0 – 0           | Fluminense           |
| 211 | 15 mag. 1971 | Maracanã                       | Campeonato Carioca                                 | Flamengo        | 1 – 1           | Fluminense           |
| 212 | 20 giu. 1971 | Maracanã                       | Campeonato Carioca                                 | Flamengo        | 0 – 2           | Fluminense           |
| 213 | 01 ago. 1971 | Maracanã                       | Taça Guanabara                                     | Fluminense      | 3 – 1           | Flamengo             |
| 214 | 10 ott. 1971 | Maracanã                       | Campeonato Brasileiro                              | Flamengo        | 0 – 1           | Fluminense           |
| 215 | 28 nov. 1971 | Batistão                       | Amistoso                                           | Flamengo        | 0 – 0           | Fluminense           |
| 216 | 12 dic. 1971 | Maracanã                       | Amistoso                                           | Fluminense      | 4 – 1           | Flamengo             |
| 217 | 23 apr. 1972 | Maracanã                       | Campeonato Carioca                                 | Flamengo        | 5 – 2           | Fluminense           |
| 218 | 23 lug. 1972 | Maracanã                       | Campeonato Carioca                                 | Fluminense      | 1 – 0           | Flamengo             |
| 219 | 27 ago. 1972 | Maracanã                       | Campeonato Carioca                                 | Flamengo        | 0 – 0           | Fluminense           |
| 220 | 07 set. 1972 | Maracanã                       | Campeonato Carioca                                 | Fluminense      | 1 – 2           | Flamengo             |
| 221 | 29 ott. 1972 | Maracanã                       | Campeonato Brasileiro                              | Flamengo        | 0 – 1           | Fluminense           |
| 222 | 01 mag. 1973 | Maracanã                       | Campeonato Carioca                                 | Fluminense      | 1 – 2           | Flamengo             |
| 223 | 15 lug. 1973 | Maracanã                       | Campeonato Carioca                                 | Flamengo        | 0 – 0           | Fluminense           |
| 224 | 29 lug. 1973 | Maracanã                       | Campeonato Carioca                                 | Fluminense      | 1 – 0           | Flamengo             |
| 225 | 22 ago. 1973 | Maracanã                       | Campeonato Carioca                                 | Fluminense      | 4 – 2           | Flamengo             |
| 226 | 02 dic. 1973 | Maracanã                       | Campeonato Brasileiro                              | Fluminense      | 2 – 1           | Flamengo             |
| 227 | 27 gen. 1974 | Pelezão                        | Taça Presidente Médici                             | Flamengo        | 0 – 0 (4-5 dtr) | Fluminense           |
| 228 | 19 mag. 1974 | Maracanã                       | Campeonato Brasileiro                              | Flamengo        | 0 – 0           | Fluminense           |
| 229 | 01 set. 1974 | Maracanã                       | Campeonato Carioca                                 | Fluminense      | 2 – 1           | Flamengo             |
| 230 | 01 nov. 1974 | Maracanã                       | Campeonato Carioca                                 | Flamengo        | 0 – 0           | Fluminense           |
| 231 | 30 nov. 1974 | Maracanã                       | Campeonato Carioca                                 | Fluminense      | 1 – 2           | Flamengo             |
| 232 | 23 feb. 1975 | Maracanã                       | Troféu João Havelange                              | Flamengo        | 0 – 0 (5-4 dtr) | Fluminense           |
| 233 | 12 apr. 1975 | Maracanã                       | Campeonato Carioca                                 | Fluminense      | 1 – 1           | Flamengo             |
| 234 | 18 mag. 1975 | Maracanã                       | Campeonato Carioca                                 | Flamengo        | 2 – 1           | Fluminense           |
| 235 | 03 ago. 1975 | Maracanã                       | Campeonato Carioca                                 | Fluminense      | 1 – 2           | Flamengo             |
| 236 | 02 nov. 1975 | Maracanã                       | Campeonato Brasileiro                              | Flamengo        | 0 – 3           | Fluminense           |
| 237 | 07 mar. 1976 | Maracanã                       | Taça Nelson Rodrigues                              | Fluminense      | 1 – 4           | Flamengo             |
| 238 | 16 mag. 1976 | Maracanã                       | Campeonato Carioca                                 | Flamengo        | 0 – 0           | Fluminense           |
| 239 | 18 lug. 1976 | Maracanã                       | Campeonato Carioca                                 | Fluminense      | 1 – 1           | Flamengo             |
| 240 | 01 ago. 1976 | Maracanã                       | Campeonato Carioca                                 | Flamengo        | 1 – 1           | Fluminense           |
| 241 | 07 nov. 1976 | Maracanã                       | Campeonato Brasileiro                              | Fluminense      | 1 – 0           | Flamengo             |
| 242 | 05 feb. 1977 | Maracanã                       | Amistoso                                           | Flamengo        | 3 – 1           | Fluminense           |
| 243 | 22 mag. 1977 | Maracanã                       | Campeonato Carioca                                 | Fluminense      | 0 – 2           | Flamengo             |
| 244 | 25 giu. 1977 | José Procópio                  | Taça Prefeito Mello Reis                           | Flamengo        | 1 – 2           | Fluminense           |
| 245 | 28 ago. 1977 | Maracanã                       | Campeonato Carioca                                 | Flamengo        | 2 – 0           | Fluminense           |
| 246 | 15 nov. 1977 | Maracanã                       | Campeonato Brasileiro                              | Fluminense      | 2 – 1           | Flamengo             |
| 247 | 26 mar. 1978 | Maracanã                       | Campeonato Brasileiro                              | Flamengo        | 1 – 0           | Fluminense           |
| 248 | 12 ago. 1978 | Riazor                         | Troféu Teresa Herrera                              | Flamengo        | 0 – 0 (3-1 dtr) | Fluminense           |
| 249 | 15 ott. 1978 | Maracanã                       | Campeonato Carioca                                 | Flamengo        | 0 – 2           | Fluminense           |
| 250 | 05 nov. 1978 | Maracanã                       | Campeonato Carioca                                 | Flamengo        | 4 – 0           | Fluminense           |
| 251 | 10 dic. 1978 | Maracanã                       | Amistoso                                           | Fluminense      | 1 – 2           | Flamengo             |
| 252 | 11 mar. 1979 | Maracanã                       | Campeonato Carioca                                 | Flamengo        | 1 – 1           | Fluminense           |
| 253 | 22 apr. 1979 | Maracanã                       | Campeonato Carioca                                 | Fluminense      | 1 – 1           | Flamengo             |
| 254 | 24 giu. 1979 | Maracanã                       | Campeonato Carioca                                 | Flamengo        | 2 – 1           | Fluminense           |
| 255 | 23 set. 1979 | Maracanã                       | Campeonato Carioca                                 | Fluminense      | 0 – 1           | Flamengo             |
| 256 | 14 ott. 1979 | Maracanã                       | Campeonato Carioca                                 | Flamengo        | 0 – 3           | Fluminense           |
| 257 | 13 lug. 1980 | Maracanã                       | Taça Guanabara                                     | Fluminense      | 0 – 2           | Flamengo             |
| 258 | 14 set. 1980 | Maracanã                       | Campeonato Carioca                                 | Flamengo        | 1 – 1           | Fluminense           |
| 259 | 02 nov. 1980 | Maracanã                       | Campeonato Carioca                                 | Fluminense      | 2 – 2           | Flamengo             |
| 260 | 28 giu. 1981 | Maracanã                       | Campeonato Carioca                                 | Fluminense      | 2 – 1           | Flamengo             |
| 261 | 07 set. 1981 | Maracanã                       | Campeonato Carioca                                 | Fluminense      | 1 – 1           | Flamengo             |
| 262 | 15 nov. 1981 | Maracanã                       | Campeonato Carioca                                 | Flamengo        | 3 – 1           | Fluminense           |
| 263 | 29 ago. 1982 | Maracanã                       | Campeonato Carioca                                 | Flamengo        | 3 – 0           | Fluminense           |
| 264 | 31 ott. 1982 | Maracanã                       | Campeonato Carioca                                 | Fluminense      | 1 – 0           | Flamengo             |
| 265 | 17 lug. 1983 | Maracanã                       | Campeonato Carioca                                 | Flamengo        | 0 – 0           | Fluminense           |
| 266 | 02 ott. 1983 | Maracanã                       | Campeonato Carioca                                 | Fluminense      | 1 – 2           | Flamengo             |
| 267 | 11 dic. 1983 | Maracanã                       | Campeonato Carioca                                 | Fluminense      | 1 – 0           | Flamengo             |
| 268 | 23 set. 1984 | Maracanã                       | Campeonato Carioca                                 | Flamengo        | 1 – 0           | Fluminense           |
| 269 | 01 dic. 1984 | Maracanã                       | Campeonato Carioca                                 | Fluminense      | 2 – 1           | Flamengo             |
| 270 | 16 dic. 1984 | Maracanã                       | Campeonato Carioca                                 | Fluminense      | 1 – 0           | Flamengo             |
| 271 | 27 feb. 1985 | Maracanã                       | Campeonato Brasileiro                              | Flamengo        | 0 – 0           | Fluminense           |
| 272 | 07 apr. 1985 | Maracanã                       | Campeonato Brasileiro                              | Fluminense      | 1 – 1           | Flamengo             |
| 273 | 22 set. 1985 | Maracanã                       | Campeonato Carioca                                 | Flamengo        | 0 – 0           | Fluminense           |
| 274 | 17 nov. 1985 | Maracanã                       | Campeonato Carioca                                 | Fluminense      | 1 – 1           | Flamengo             |
| 275 | 11 dic. 1985 | Maracanã                       | Campeonato Carioca                                 | Flamengo        | 1 – 1           | Fluminense           |
| 276 | 16 feb. 1986 | Maracanã                       | Campeonato Carioca                                 | Fluminense      | 1 – 4           | Flamengo             |
| 277 | 13 lug. 1986 | Maracanã                       | Campeonato Carioca                                 | Flamengo        | 1 – 0           | Fluminense           |
| 278 | 19 ott. 1986 | Maracanã                       | Campeonato Brasileiro                              | Fluminense      | 0 – 0           | Flamengo             |
| 279 | 30 nov. 1986 | Maracanã                       | Campeonato Brasileiro                              | Flamengo        | 0 – 1           | Fluminense           |
| 280 | 05 apr. 1987 | Maracanã                       | Campeonato Carioca                                 | Fluminense      | 0 – 0           | Flamengo             |
| 281 | 21 giu. 1987 | Caio Martins                   | Campeonato Carioca                                 | Fluminense      | 1 – 1           | Flamengo             |
| 282 | 27 lug. 1987 | Maracanã                       | Campeonato Carioca                                 | Flamengo        | 1 – 0           | Fluminense           |
| 283 | 04 ott. 1987 | Maracanã                       | Campeonato Brasileiro                              | Fluminense      | 1 – 0           | Flamengo             |
| 284 | 27 mar. 1988 | Maracanã                       | Campeonato Carioca                                 | Flamengo        | 0 – 1           | Fluminense           |
| 285 | 22 mag. 1988 | Maracanã                       | Campeonato Carioca                                 | Fluminense      | 0 – 0           | Flamengo             |
| 286 | 04 giu. 1988 | Maracanã                       | Campeonato Carioca                                 | Flamengo        | 0 – 0           | Fluminense           |
| 287 | 30 nov. 1988 | Maracanã                       | Campeonato Brasileiro                              | Fluminense      | 0 – 1           | Flamengo             |
| 288 | 09 apr. 1989 | Maracanã                       | Campeonato Carioca                                 | Flamengo        | 4 – 0           | Fluminense           |
| 289 | 04 giu. 1989 | Maracanã                       | Campeonato Carioca                                 | Fluminense      | 0 – 1           | Flamengo             |
| 290 | 02 dic. 1989 | Municipal                      | Campeonato Brasileiro                              | Fluminense      | 0 – 5           | Flamengo             |
| 291 | 04 feb. 1990 | Maracanã                       | Campeonato Carioca                                 | Flamengo        | 1 – 1           | Fluminense           |
| 292 | 08 apr. 1990 | Maracanã                       | Campeonato Carioca                                 | Fluminense      | 1 – 0           | Flamengo             |
| 293 | 21 ott. 1990 | Municipal                      | Campeonato Brasileiro                              | Fluminense      | 1 – 2           | Flamengo             |
| 294 | 07 apr. 1991 | Maracanã                       | Campeonato Brasileiro                              | Flamengo        | 2 – 1           | Fluminense           |
| 295 | 23 giu. 1991 | Maracanã                       | Copa Rio                                           | Fluminense      | 1 – 2           | Flamengo             |
| 296 | 01 set. 1991 | Maracanã                       | Campeonato Carioca                                 | Flamengo        | 1 – 2           | Fluminense           |
| 297 | 10 nov. 1991 | Maracanã                       | Campeonato Carioca                                 | Fluminense      | 0 – 0           | Flamengo             |
| 298 | 15 dic. 1991 | Maracanã                       | Campeonato Carioca                                 | Flamengo        | 1 – 1           | Fluminense           |
| 299 | 19 dic. 1991 | Maracanã                       | Campeonato Carioca                                 | Fluminense      | 2 – 4           | Flamengo             |
| 300 | 19 apr. 1992 | Maracanã                       | Campeonato Brasileiro                              | Flamengo        | 1 – 1           | Fluminense           |
| 301 | 20 lug. 1992 | Luso Brasileiro                | Copa Rio                                           | Flamengo        | 1 – 2           | Fluminense           |
| 302 | 20 set. 1992 | São Januário                   | Campeonato Carioca                                 | Fluminense      | 1 – 2           | Flamengo             |
| 303 | 22 nov. 1992 | Ítalo del Cima                 | Campeonato Carioca                                 | Flamengo        | 0 – 1           | Fluminense           |
| 304 | 14 mar. 1993 | Maracanã                       | Campeonato Carioca                                 | Fluminense      | 2 – 1           | Flamengo             |
| 305 | 25 apr. 1993 | Maracanã                       | Campeonato Carioca                                 | Flamengo        | 3 – 2           | Fluminense           |
| 306 | 23 giu. 1993 | Maracanã                       | Torneio Rio-São Paulo                              | Fluminense      | 1 – 1           | Flamengo             |
| 307 | 13 lug. 1993 | Caio Martins                   | Torneio Rio-São Paulo                              | Fluminense      | 3 – 2           | Flamengo             |
| 308 | 01 ott. 1993 | Laranjeiras                    | Copa Rio                                           | Fluminense      | 1 – 1           | Flamengo             |
| 309 | 13 mar. 1994 | Maracanã                       | Campeonato Carioca                                 | Fluminense      | 4 – 2           | Flamengo             |
| 310 | 08 apr. 1994 | Maracanã                       | Campeonato Carioca                                 | Fluminense      | 1 – 3           | Flamengo             |
| 311 | 08 mag. 1994 | Maracanã                       | Campeonato Carioca                                 | Fluminense      | 2 – 0           | Flamengo             |
| 312 | 16 nov. 1994 | Maracanã                       | Campeonato Brasileiro                              | Fluminense      | 3 – 0           | Flamengo             |
| 313 | 12 feb. 1995 | Maracanã                       | Campeonato Carioca                                 | Fluminense      | 0 – 0           | Flamengo             |
| 314 | 12 mar. 1995 | Maracanã                       | Campeonato Carioca                                 | Fluminense      | 3 – 1           | Flamengo             |
| 315 | 30 apr. 1995 | Maracanã                       | Campeonato Carioca                                 | Fluminense      | 4 – 3           | Flamengo             |
| 316 | 25 giu. 1995 | Maracanã                       | Campeonato Carioca                                 | Fluminense      | 3 – 2           | Flamengo             |
| 317 | 18 ott. 1995 | Amigão                         | Campeonato Brasileiro                              | Flamengo        | 0 – 0           | Fluminense           |
| 318 | 11 feb. 1996 | Maracanã                       | Taça Cidade Maravilhosa                            | Fluminense      | 1 – 2           | Flamengo             |
| 319 | 21 apr. 1996 | Maracanã                       | Campeonato Carioca                                 | Fluminense      | 2 – 2           | Flamengo             |
| 320 | 16 giu. 1996 | Maracanã                       | Campeonato Carioca                                 | Fluminense      | 0 – 1           | Flamengo             |
| 321 | 17 nov. 1996 | Maracanã                       | Campeonato Brasileiro                              | Fluminense      | 1 – 3           | Flamengo             |
| 322 | 16 mar. 1997 | Maracanã                       | Campeonato Carioca                                 | Fluminense      | 1 – 1           | Flamengo             |
| 323 | 20 apr. 1997 | Maracanã                       | Campeonato Carioca                                 | Fluminense      | 3 – 2           | Flamengo             |
| 324 | 17 mag. 1997 | Maracanã                       | Campeonato Carioca                                 | Fluminense      | 2 – 0           | Flamengo             |
| 325 | 07 giu. 1997 | Mané Garrincha                 | Torneio Quadrangular de Brasília                   | Flamengo        | 2 – 1           | Fluminense           |
| 326 | 11 set. 1997 | Maracanã                       | Campeonato Brasileiro                              | Fluminense      | 1 – 2           | Flamengo             |
| 327 | 31 gen. 1998 | Mané Garrincha                 | Torneio Rio-São Paulo                              | Flamengo        | 0 – 0           | Fluminense           |
| 328 | 14 feb. 1998 | Mané Garrincha                 | Torneio Rio-São Paulo                              | Flamengo        | 2 – 2           | Fluminense           |
| 329 | 22 mar. 1998 | Maracanã                       | Campeonato Carioca                                 | Fluminense      | 0 – 0           | Flamengo             |
| 330 | 20 gen. 1999 | Maracanã                       | Troféu São Sebastião do Rio de Janeiro             | Flamengo        | 5 – 3           | Fluminense           |
| 331 | 04 apr. 1999 | Maracanã                       | Campeonato Carioca                                 | Fluminense      | 1 – 1           | Flamengo             |
| 332 | 23 mag. 1999 | Maracanã                       | Campeonato Carioca                                 | Fluminense      | 2 – 0           | Flamengo             |
| 333 | 20 gen. 2000 | Maracanã                       | Troféu São Sebastião do Rio de Janeiro             | Flamengo        | 1 – 0           | Fluminense           |
| 334 | 16 apr. 2000 | Maracanã                       | Campeonato Carioca                                 | Flamengo        | 2 – 1           | Fluminense           |
| 335 | 07 mag. 2000 | Maracanã                       | Campeonato Carioca                                 | Fluminense      | 2 – 3           | Flamengo             |
| 336 | 05 nov. 2000 | Maracanã                       | Campeonato Brasileiro                              | Flamengo        | 1 – 1           | Fluminense           |
| 337 | 03 mar. 2001 | Maracanã                       | Campeonato Carioca                                 | Flamengo        | 1 – 1 (5-3 dtr) | Fluminense           |
| 338 | 06 mag. 2001 | Maracanã                       | Campeonato Carioca                                 | Flamengo        | 2 – 0           | Fluminense           |
| 339 | 03 nov. 2001 | Maracanã                       | Campeonato Brasileiro                              | Flamengo        | 0 – 1           | Fluminense           |
| 340 | 21 mar. 2002 | Rua Bariri                     | Campeonato Carioca                                 | Flamengo        | 0 – 0           | Fluminense           |
| 341 | 07 apr. 2002 | Maracanã                       | Torneio Rio-São Paulo                              | Fluminense      | 2 – 1           | Flamengo             |
| 342 | 05 mag. 2002 | Maracanã                       | Campeonato Carioca                                 | Fluminense      | 1 – 2           | Flamengo             |
| 343 | 09 giu. 2002 | Maracanã                       | Campeonato Carioca                                 | Flamengo        | 1 – 4           | Fluminense           |
| 344 | 04 set. 2002 | Maracanã                       | Campeonato Brasileiro                              | Flamengo        | 5 – 2           | Fluminense           |
| 345 | 09 feb. 2003 | Maracanã                       | Campeonato Carioca                                 | Flamengo        | 0 – 3           | Fluminense           |
| 346 | 08 mar. 2003 | Maracanã                       | Campeonato Carioca                                 | Fluminense      | 1 – 1           | Flamengo             |
| 347 | 15 mar. 2003 | Maracanã                       | Campeonato Carioca                                 | Fluminense      | 4 – 0           | Flamengo             |
| 348 | 13 apr. 2003 | Maracanã                       | Campeonato Brasileiro                              | Flamengo        | 4 – 1           | Fluminense           |
| 349 | 17 ago. 2003 | Maracanã                       | Campeonato Brasileiro                              | Fluminense      | 0 – 1           | Flamengo             |
| 350 | 01 feb. 2004 | Maracanã                       | Campeonato Carioca                                 | Flamengo        | 4 – 3           | Fluminense           |
| 351 | 21 feb. 2004 | Maracanã                       | Campeonato Carioca                                 | Flamengo        | 3 – 2           | Fluminense           |
| 352 | 23 mag. 2004 | Maracanã                       | Campeonato Brasileiro                              | Flamengo        | 1 – 2           | Fluminense           |
| 353 | 12 set. 2004 | Maracanã                       | Campeonato Brasileiro                              | Fluminense      | 2 – 1           | Flamengo             |
| 354 | 05 feb. 2005 | Maracanã                       | Campeonato Carioca                                 | Fluminense      | 2 – 2           | Flamengo             |
| 355 | 03 apr. 2005 | Maracanã                       | Campeonato Carioca                                 | Fluminense      | 4 – 1           | Flamengo             |
| 356 | 29 mag. 2005 | Raulino de Oliveira            | Campeonato Brasileiro                              | Flamengo        | 0 – 0           | Fluminense           |
| 357 | 21 set. 2005 | Raulino de Oliveira            | Campeonato Brasileiro                              | Flamengo        | 2 – 2           | Fluminense           |
| 358 | 29 gen. 2006 | Maracanã                       | Campeonato Carioca                                 | Fluminense      | 2 – 2           | Flamengo             |
| 359 | 28 mag. 2006 | Maracanã                       | Campeonato Brasileiro                              | Fluminense      | 1 – 0           | Flamengo             |
| 360 | 04 ott. 2006 | Maracanã                       | Campeonato Brasileiro                              | Flamengo        | 4 – 1           | Fluminense           |
| 361 | 29 mar. 2007 | Maracanã                       | Campeonato Carioca                                 | Fluminense      | 2 – 1           | Flamengo             |
| 362 | 16 ago. 2007 | Maracanã                       | Campeonato Brasileiro                              | Fluminense      | 0 – 1           | Flamengo             |
| 363 | 07 ott. 2007 | Maracanã                       | Campeonato Brasileiro                              | Flamengo        | 0 – 2           | Fluminense           |
| 364 | 10 feb. 2008 | Maracanã                       | Campeonato Carioca                                 | Flamengo        | 1 – 4           | Fluminense           |
| 365 | 01 giu. 2008 | Maracanã                       | Campeonato Brasileiro                              | Fluminense      | 0 – 1           | Flamengo             |
| 366 | 31 ago. 2008 | Maracanã                       | Campeonato Brasileiro                              | Flamengo        | 2 – 2           | Fluminense           |
| 367 | 05 apr. 2009 | Maracanã                       | Campeonato Carioca                                 | Flamengo        | 1 – 1           | Fluminense           |
| 368 | 12 apr. 2009 | Maracanã                       | Campeonato Carioca                                 | Flamengo        | 1 – 0           | Fluminense           |
| 369 | 28 giu. 2009 | Maracanã                       | Campeonato Brasileiro                              | Fluminense      | 0 – 0           | Flamengo             |
| 370 | 12 ago. 2009 | Maracanã                       | Coppa Sudamericana 2009                            | Fluminense      | 0 – 0           | Flamengo             |
| 371 | 26 ago. 2009 | Maracanã                       | Coppa Sudamericana 2009                            | Flamengo        | 1 – 1           | Fluminense           |
| 372 | 04 ott. 2009 | Maracanã                       | Campeonato Brasileiro                              | Flamengo        | 2 – 0           | Fluminense           |
| 373 | 31 gen. 2010 | Maracanã                       | Campeonato Carioca                                 | Flamengo        | 5 – 3           | Fluminense           |
| 374 | 26 mag. 2010 | Maracanã                       | Campeonato Brasileiro                              | Fluminense      | 2 – 1           | Flamengo             |
| 375 | 19 set. 2010 | Engenhão                       | Campeonato Brasileiro                              | Flamengo        | 3 – 3           | Fluminense           |
| 376 | 13 mar. 2011 | Engenhão                       | Campeonato Carioca                                 | Fluminense      | 0 – 0           | Flamengo             |
| 377 | 24 apr. 2011 | Engenhão                       | Campeonato Carioca                                 | Fluminense      | 1 – 1 (4-5 dtr) | Flamengo             |
| 378 | 10 lug. 2011 | Engenhão                       | Campeonato Brasileiro                              | Fluminense      | 0 – 1           | Flamengo             |
| 379 | 09 ott. 2011 | Engenhão                       | Campeonato Brasileiro                              | Flamengo        | 3 – 2           | Fluminense           |
| 380 | 11 mar. 2012 | Engenhão                       | Campeonato Carioca                                 | Flamengo        | 2 – 0           | Fluminense           |
| 381 | 08 lug. 2012 | Engenhão                       | Campeonato Brasileiro                              | Fluminense      | 1 – 0           | Flamengo             |
| 382 | 30 set. 2012 | Engenhão                       | Campeonato Brasileiro                              | Flamengo        | 0 – 1           | Fluminense           |
| 383 | 14 apr. 2013 | Raulino de Oliveira            | Campeonato Carioca                                 | Flamengo        | 3 – 1           | Fluminense           |
| 384 | 11 ago. 2013 | Maracanã                       | Campeonato Brasileiro                              | Fluminense      | 2 – 3           | Flamengo             |
| 385 | 03 nov. 2013 | Maracanã                       | Campeonato Brasileiro                              | Flamengo        | 1 – 0           | Fluminense           |
| 386 | 08 feb. 2014 | Maracanã                       | Campeonato Carioca                                 | Flamengo        | 0 – 3           | Fluminense           |
| 387 | 11 mag. 2014 | Maracanã                       | Campeonato Brasileiro                              | Fluminense      | 2 – 0           | Flamengo             |
| 388 | 21 set. 2014 | Maracanã                       | Campeonato Brasileiro                              | Flamengo        | 1 – 1           | Fluminense           |
| 389 | 05 apr. 2015 | Maracanã                       | Campeonato Carioca                                 | Flamengo        | 3 – 0           | Fluminense           |
| 390 | 31 mag. 2015 | Maracanã                       | Campeonato Brasileiro                              | Flamengo        | 2 – 3           | Fluminense           |
| 391 | 06 set. 2015 | Maracanã                       | Campeonato Brasileiro                              | Fluminense      | 1 – 3           | Flamengo             |
| 392 | 21 feb. 2016 | Mané Garrincha                 | Campeonato Carioca                                 | Flamengo        | 2 – 1           | Fluminense           |
| 393 | 20 mar. 2016 | Pacaembu                       | Campeonato Carioca                                 | Flamengo        | 0 – 0           | Fluminense           |
| 394 | 26 giu. 2016 | Arena das Dunas                | Campeonato Brasileiro                              | Flamengo        | 1 – 2           | Fluminense           |
| 395 | 13 ott. 2016 | Raulino de Oliveira            | Campeonato Brasileiro                              | Fluminense      | 1 – 2           | Flamengo             |
| 396 | 05 mar. 2017 | Engenhão                       | Campeonato Carioca                                 | Fluminense      | 3 – 3 (4-2 dtr) | Flamengo             |
| 397 | 02 apr. 2017 | Kléber Andrade                 | Campeonato Carioca                                 | Fluminense      | 1 – 1           | Flamengo             |
| 398 | 30 apr. 2017 | Maracanã                       | Campeonato Carioca                                 | Fluminense      | 0 – 1           | Flamengo             |
| 399 | 07 mag. 2017 | Maracanã                       | Campeonato Carioca                                 | Flamengo        | 2 – 1           | Fluminense           |
| 400 | 18 giu. 2017 | Maracanã                       | Campeonato Brasileiro                              | Fluminense      | 2 – 2           | Flamengo             |
| 401 | 12 ott. 2017 | Maracanã                       | Campeonato Brasileiro                              | Flamengo        | 1 – 1           | Fluminense           |
| 402 | 25 ott. 2017 | Maracanã                       | Coppa Sudamericana 2017                            | Fluminense      | 0 – 1           | Flamengo             |
| 403 | 01 nov. 2017 | Maracanã                       | Coppa Sudamericana 2017                            | Flamengo        | 3 – 3           | Fluminense           |
| 404 | 24 feb. 2018 | Arena Pantanal                 | Campeonato Carioca                                 | Fluminense      | 4 – 0           | Flamengo             |
| 405 | 22 mar. 2018 | Engenhão                       | Campeonato Carioca                                 | Fluminense      | 1 – 1           | Flamengo             |
| 406 | 07 giu. 2018 | Mané Garrincha                 | Campeonato Brasileiro                              | Fluminense      | 0 – 2           | Flamengo             |
| 407 | 13 ott. 2018 | Maracanã                       | Campeonato Brasileiro                              | Flamengo        | 3 – 0           | Fluminense           |
| 408 | 14 feb. 2019 | Maracanã                       | Campeonato Carioca                                 | Flamengo        | 0 – 1           | Fluminense           |
| 409 | 24 mar. 2019 | Maracanã                       | Campeonato Carioca                                 | Flamengo        | 3 – 2           | Fluminense           |
| 410 | 27 mar. 2019 | Maracanã                       | Campeonato Carioca                                 | Fluminense      | 1 – 2           | Flamengo             |
| 411 | 06 apr. 2019 | Maracanã                       | Campeonato Carioca                                 | Flamengo        | 1 – 1           | Fluminense           |
| 412 | 09 giu. 2019 | Maracanã                       | Campeonato Brasileiro                              | Fluminense      | 0 – 0           | Flamengo             |
| 413 | 20 ott. 2019 | Maracanã                       | Campeonato Brasileiro                              | Flamengo        | 2 – 0           | Fluminense           |
| 414 | 29 gen. 2020 | Maracanã                       | Campeonato Carioca                                 | Flamengo        | 0 – 1           | Fluminense           |
| 415 | 12 feb. 2020 | Maracanã                       | Campeonato Carioca                                 | Fluminense      | 2 – 3           | Flamengo             |
| 416 | 08 lug. 2020 | Maracanã                       | Campeonato Carioca                                 | Fluminense      | 1 – 1 (3-2 dtr) | Flamengo             |
| 417 | 12 lug. 2020 | Maracanã                       | Campeonato Carioca                                 | Fluminense      | 1 – 2           | Flamengo             |
| 418 | 15 lug. 2020 | Maracanã                       | Campeonato Carioca                                 | Flamengo        | 1 – 0           | Fluminense           |
| 419 | 09 set. 2020 | Maracanã                       | Campeonato Brasileiro                              | Fluminense      | 1 – 2           | Flamengo             |
| 420 | 06 gen. 2021 | Maracanã                       | Campeonato Brasileiro                              | Flamengo        | 1 – 2           | Fluminense           |
| 421 | 14 mar. 2021 | Maracanã                       | Campeonato Carioca                                 | Flamengo        | 0 – 1           | Fluminense           |
| 422 | 15 mag. 2021 | Maracanã                       | Campeonato Carioca                                 | Fluminense      | 1 – 1           | Flamengo             |
| 423 | 22 mag. 2021 | Maracanã                       | Campeonato Carioca                                 | Flamengo        | 3 – 1           | Fluminense           |
| 424 | 04 lug. 2021 | Neo Química Arena              | Campeonato Brasileiro                              | Flamengo        | 0 – 1           | Fluminense           |
| 425 | 23 ott. 2021 | Maracanã                       | Campeonato Brasileiro                              | Fluminense      | 3 – 1           | Flamengo             |
| 426 | 06 feb. 2022 | Engenhão                       | Campeonato Carioca                                 | Flamengo        | 0 – 1           | Fluminense           |
| 427 | 31 mar. 2022 | Maracanã                       | Campeonato Carioca                                 | Flamengo        | 0 – 2           | Fluminense           |
| 428 | 02 apr. 2022 | Maracanã                       | Campeonato Carioca                                 | Fluminense      | 1 – 1           | Flamengo             |
| 429 | 29 mag. 2022 | Maracanã                       | Campeonato Brasileiro 2022                         | Fluminense      | 1 – 2           | Flamengo             |
| 430 | 18 set. 2022 | Maracanã                       | Campeonato Brasileiro 2022                         | Flamengo        | 1 – 2           | Fluminense           |
| 431 | 08 mar. 2023 | Maracanã                       | Campeonato Carioca                                 | Flamengo        | 1 – 2           | Fluminense           |
| 432 | 01 apr. 2023 | Maracanã                       | Campeonato Carioca                                 | Flamengo        | 2 – 0           | Fluminense           |
| 433 | 09 apr. 2023 | Maracanã                       | Campeonato Carioca                                 | Fluminense      | 4 – 1           | Flamengo             |
| 434 | 16 mag. 2023 | Maracanã                       | Coppa del Brasile 2023                             | Fluminense      | 0 – 0           | Flamengo             |
| 435 | 01 giu. 2023 | Maracanã                       | Coppa del Brasile 2023                             | Flamengo        | 2 – 0           | Fluminense           |
| 436 | 16 lug. 2023 | Maracanã                       | Campeonato Brasileiro 2023                         | Fluminense      | 0 – 0           | Flamengo             |
| 437 | 11 nov. 2023 | Maracanã                       | Campeonato Brasileiro 2023                         | Flamengo        | 1 – 1           | Fluminense           |